# Экперуо, Отега
Натан Отега Экперуо (швед. Nathan Otega Ekperuoh; род. 10 октября 2004) — шведский футболист, вратарь клуба «Броммапойкарна».

## Клубная карьера
На молодёжном уровне выступал за «Броммапойкарну», в которую пришёл в 2016 году. В июле 2022 года подписал первый профессиональный контракт, рассчитанный на два с половиной года. Затем на правах аренды до конца сезона перешёл в «Энскеде», выступающий во втором дивизионе. По окончании аренды вернулся в «Броммапойкарну», где продолжил выступления за юношескую команду клуба. В марте 2024 года на правах аренды перешёл в «Тебю». 1 сентября того же года дебютировал за основной состав «Броммапойкарны» в чемпионате Швеции во встрече с «Эльфсборгом», появившись на поле с первых минут.

## Клубная статистика
| Выступление      | Выступление      | Выступление      | Лига | Лига | Кубки | Кубки | Конт. кубки | Конт. кубки | Итого | Итого |
| Клуб             | Лига             | Сезон            | Игры | Голы | Игры  | Голы  | Игры        | Голы        | Игры  | Голы  |
| ---------------- | ---------------- | ---------------- | ---- | ---- | ----- | ----- | ----------- | ----------- | ----- | ----- |
| Энскеде          | Дивизион 2       | 2022             | 4    | -4   | 0     | 0     | 0           | 0           | 4     | -4    |
| Энскеде          | Итого            | Итого            | 4    | -4   | 0     | 0     | 0           | 0           | 4     | -4    |
| Тебю             | Дивизион 1       | 2024             | 6    | -15  | 0     | 0     | 0           | 0           | 6     | -15   |
| Тебю             | Итого            | Итого            | 6    | -15  | 0     | 0     | 0           | 0           | 6     | -15   |
| Броммапойкарна   | Алльсвенскан     | 2024             | 1    | -3   | 0     | 0     | 0           | 0           | 1     | -3    |
| Броммапойкарна   | Итого            | Итого            | 1    | -3   | 0     | 0     | 0           | 0           | 1     | -3    |
| Всего за карьеру | Всего за карьеру | Всего за карьеру | 11   | -22  | 0     | 0     | 0           | 0           | 11    | -22   |